# Ute Zimmer
| 207763 Oberursel      | 6 ottobre 2007    |
| 225250 Georgfranziska | 30 agosto 2009    |
| 266711 Tuttlingen     | 30 agosto 2009    |
| 274928 von Weinberg   | 26 settembre 2009 |
| 321405 Ingehorst      | 16 agosto 2009    |
| 330856 Ernsthelene    | 20 agosto 2009    |
| 343000 Ijontichy      | 29 gennaio 2009   |
| 369134 Mariareiche    | 8 settembre 2008  |

Ute Zimmer (1964) è un'astronoma amatoriale tedesca.
Il Minor Planet Center le accredita le scoperte di venti asteroidi, effettuate tra il 2007 e il 2009, tutte in collaborazione con Stefan Karge, Rainer Kling o Erwin Schwab.